# Francesc Batlle i Lloret
Francesc Batlle i Lloret (Torroella de Montgrí, 1945) és un arquitecte jubilat que l'any 2013 va rebre la Medalla del Montgrí.

## Biografia
Francesc Batlle va anar a l'escola del Sagrat Cor i la dels Germans Gabrielistes. És una persona de ciències, però ja de ben jove va mostrar interès per l'art i la creativitat a través de la música i el violoncel, l'esbart i el teatre. En aquests anys va pertànyer a diferents entitats de Torroella, com la Companyia de Teatre de Francesc Boronat (anys 1950-1960) i l'Orquestra de Cambra Juvenil Montgrí, fundada per Salvador Dabau i dirigida per Baldomero Barberà (anys 1960). Després de preparar-se a l'Acadèmia Santa Caterina de Torroella, el 1960 va començar a Barcelona els estudis superiors d'arquitectura a l'Escola Superior d'Arquitectura. L'any 1970, obre el seu despatx d'arquitectura al carrer Ramon Boy. Un any més tard es casa amb Matilde Galló i Solés amb qui té dues filles. L'any 1975 s'instal·la al carrer Sant Agustí.
La trajectòria professional d'en Francesc Batlle ha donat més de 1.500 projectes d'arquitectura de molt diferent naturalesa, des de cases unifamiliars, comerços, establiments hotelers, centre escolars com el Col·legi dels Germans Gabrielistes. També ha treballat en projectes d'ordenació urbanística de Torroella, com la rehabilitació del nucli antic o la recuperació d'espais com la Casa Pastors o la construcció del nou camp d'esports. En moltes ocasions la seva vàlua professional s'ha posat de manera altruista al servei de diferents causes i projectes municipals, com en la rehabilitació d'espais com l'ermita de Santa Caterina i l'església parroquial de Sant Genís. La recuperació del Castell del Montgrí, l'any 1985, neix d'un avantprojecte fet per Francesc Batlle.
Al llarg de la seva vida, ha participat en les següents entitats de Torroella: Monitor del casal d'estiu organitzat per la Parròquia, Unió Esportiva Torroella, Companyia de Teatre de Francesc Boronat, Orquestra de Cambra Juvenil Montgrí, Parròquia de Sant Genis, Consell d'Economia Parroquial, Casal del Montgrí, Club d'Escacs Montgrí, Comissió Ciutat Pubilla de la Sardana, Capella Polifònica de Girona, Cor Anselm Viola i la Comissió del Llibre de la Festa Major.

### Unes publicacions seves
- «El castell del Montgri». Papers del Montgrí, 7, 1988, pàg. 35–40. ISSN: 2013-5769.
- «El Museu: l'edifici». Papers del Montgrí, 1, 1982, pàg. 6–7. ISSN: 2013-5769.
- «El palau Solterra». Llibre de la Festa Major de Torroella de Montgrí, 1989, pàg. 65–74. ISSN: 2014-4873.